# Ophiambix devaneyi
Ophiambix devaneyi är en ormstjärneart som beskrevs av William Paterson 1985. Ophiambix devaneyi ingår i släktet Ophiambix och familjen fransormstjärnor. Inga underarter finns listade i Catalogue of Life.